# Andrew Watson (futbolista)
Andrew Watson (Demerara, Guayana Británica, 18 de mayo de 1857 - Sídney, Australia, 16 de enero de 1902) fue un físico, matemático, ingeniero y deportista británico de origen guyanés y ascendencia afro-escocesa, es considerado el primer futbolista negro del mundo en jugar a nivel internacional.
Fue llamado tres veces a la selección escocesa entre 1881 y 1882. Aunque Arthur Wharton es comúnmente llamado el primer jugador negro de Reino Unido, la carrera de Watson le precede en más de una década, a pesar de que Wharton fuera el primero de los dos en volverse profesional.

## Biografía

### Primeros años en Guyana y su estudio de la física
Andrew Watson era hijo de un adinerado plantador de azúcar llamado Peter Miller, de origen escocés y una mujer local llamada Rose Watson. Fue educado en el King's College School, donde destacó en deportes como el fútbol. A los 19 años estudió filosofía natural, matemáticas e ingeniería en la Universidad de Glasgow, donde desarrolló su afición por el fútbol. Jugó como defensa, tanto en banda derecha como en la izquierda.

### Ingreso al mundo de fútbol y consagración internacional
Tras haber jugado para el Maxwell, fue fichado en 1876 por el equipo local Parkgrove del cual llegaría a ser secretario de partido, convirtiéndose en el primer administrador de color en fútbol. En abril de 1880 fue seleccionado para representar a Glasgow en su encuentro contra Sheffield donde Glasgow ganó 1–0 en Bramall Lane. Después de casarse en Glasgow firmó para Queen's Park F.C. – el equipo más grande de Gran Bretaña – del cual más tarde se convertiría también en su secretario. En varias ocasiones llevó a su equipo a la Copa de Escocia, convirtiéndose así en el primer jugador de color en ganar una competición mayor.
Watson consiguió tres importantes victorias a nivel internacional para Escocia. La primera fue en el Escocia contra Inglaterra el 12 de marzo de 1881 en la que Escocia anotaba 6 – 1. Unos días después Escocia ganaba a Gales 5 – 1. Por último, consiguió un resultado 5-1 contra Inglaterra jugando en casa el 11 de marzo de 1882.
Ese mismo año se convirtió en el primer jugador de negro en participar en la Copa de Inglaterra con el club Swifts. En 1884 fue el primer extranjero en pertenecer al club Corinthian. Durante su tiempo en el club consiguió una victoria de 8 - 1 contra los Blackburn Rovers, los entonces campeones defensores de la Copa.
El color de su piel no era de importancia para sus compañeros y no hay registro histórico de racismo por parte de la Asociación Escocesa de Fútbol[cita requerida] como lo registra un reportaje de un juego en que se mostraba más interés en el color inusual de las botas marrones de Watson (normalmente negras).[cita requerida] Como está escrito en el acta, antes de un partido en el que Watson estaba lesionado, un vicepresidente de la SFA dijo que si Watson hubiera estado en buena forma se habría drogado a uno de los jugadores escoceses internacionales para que Watson se presentara en su lugar.[cita requerida]
En la entrada sobre Watson en la publicación "Scottish Football Association Annual" de 1880-81 se lee lo siguiente:
"Watson, Andrew: Uno de los mejores que tenemos; desde que se uniera a Queen's Park ha dado pasos agigantados al frente como jugador; tiene gran velocidad y taclea espléndidamente; patada certera y poderosa; bien merecido su lugar en cualquier equipo representativo."
Casi no quedan registros de su vida posterior, aunque se sabe que Watson más tarde emigró a Australia ya que murió en Sídney en 1902 y fue sepultado ahí. En 1926 el escritor deportivo J.A.H. Catton, editor del diario Athletic News), bajo el pseudónimo Tityrus, nombró a Andrew Watson el defensa lateral en su equipo estrella de todos los tiempo, un remarcable reconocimiento del talento de un futbolista quien había jugado en tan temprana fecha de parte de un hombre que había visto casi todos los partidos Inglaterra-Escocia en los 50 años anteriores.